# Ellsworth Kelly

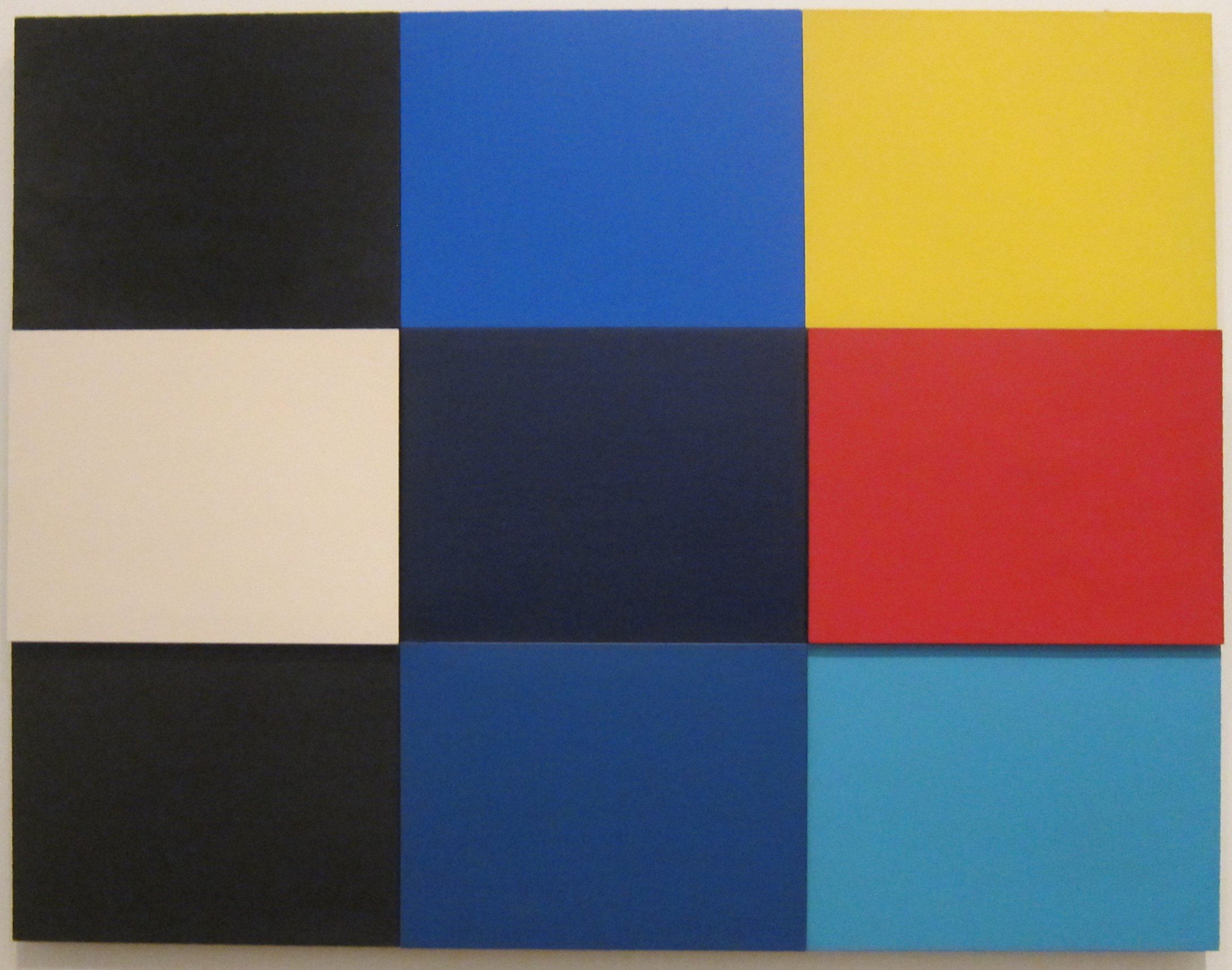
Méditerannée (1952), zbiory Tate Modern

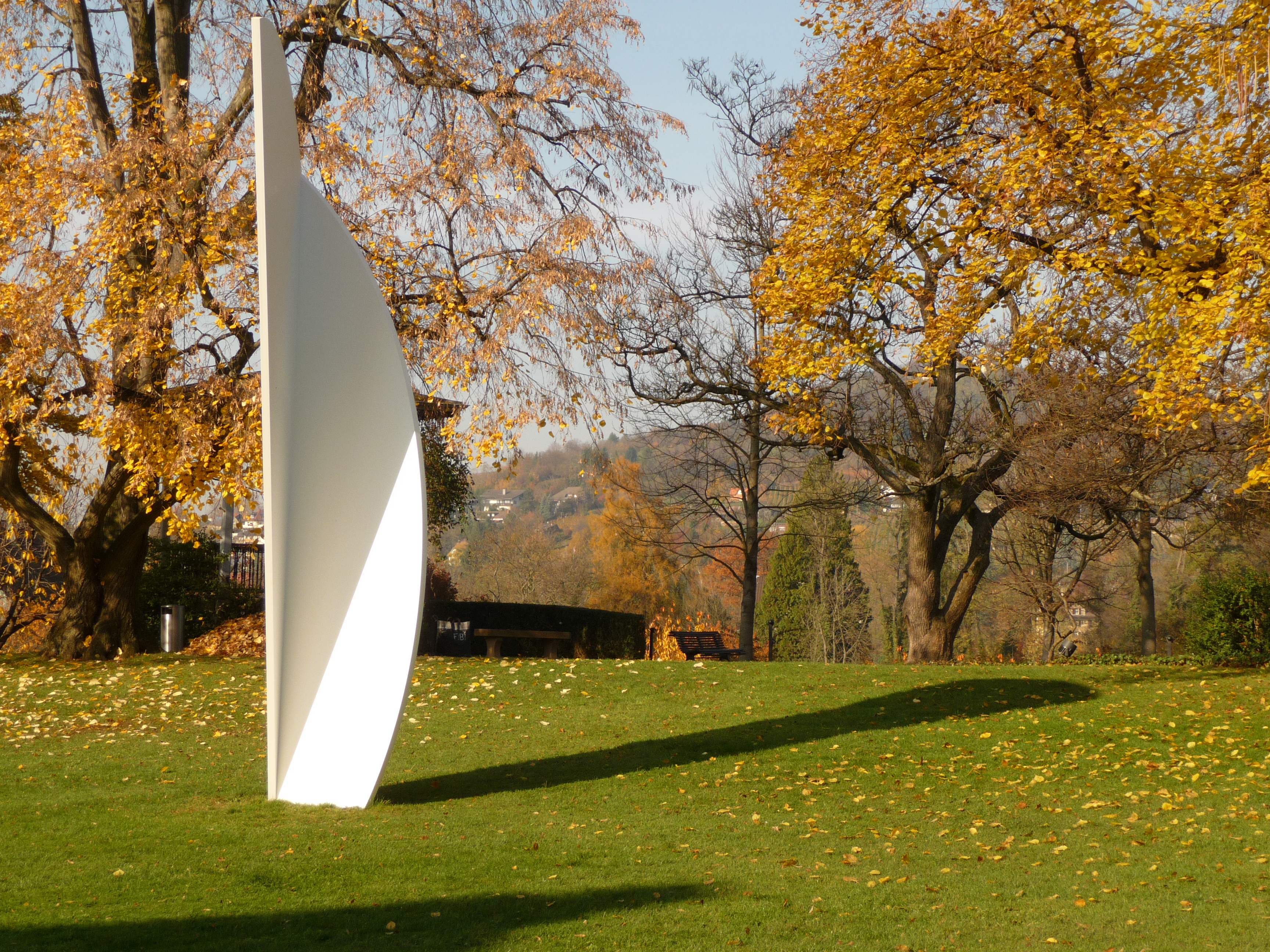
Rzeźba Kelly'ego w Szwajcarii

Ellsworth Kelly (ur. 31 maja 1923 w Newburgh (Nowy Jork) zm. 27 grudnia 2015 w Spencertown (Nowy Jork)) – amerykański rzeźbiarz i malarz, przedstawiciel nurtu hard-edge painting.

## Życiorys
Studiował w Pratt Institute w Brooklynie (1941–1942), w Bostonie (1946–1948) oraz w paryskiej Szkole Sztuk Pięknych (1948–1949). Duży wpływ na jego twórczość miał pobyt w Paryżu w 1948–1954. Początkowo malował obrazy figuratywne w stylu dzieł Paula Klee oraz Pabla Picassa. Później pod wpływem konstruktywistów, zwrócił się ku abstrakcji. Pod wpływem dzieł H. Matisse'a zaczął używać żywszych kolorów i coraz prostszych form.
Po powrocie do Nowego Jorku jego obrazy przybrały określoną formę: dzielił płótno na wielkie, kontrastujące ze sobą pola, o płasko kładzionych kolorach. Początkowo używał tylko bieli i czerni, potem rozszerzył paletę kolorów. 
W 2012 został odznaczony Narodowym Medalem Sztuki.